# Будинки для України
«Будинки для України» — це програма британського уряду, яка дозволяє домогосподарствам надавати житло українським біженцям.

## Історія
24 лютого 2022 року Росія почала вторгнення в Україну. Протягом наступних тижнів велика кількість біженців швидко почала тікати з країни. Початкову реакцію уряду Сполученого Королівства на це розкритикували за збереження візових обмежень і ймовірну повільність прийому заяв. 11 березня прем'єр-міністр заявив, що планується схема, яка дозволить представникам громадськості розмістити біженців у своїх будинках. 13 березня міністр з питань житлово -комунального господарства Майкл Ґоув заявив, що окремі особи отримають 350 фунтів стерлінгів за житло біженців, а місцеві органи влади також отримають додаткове фінансування для їх підтримки.
Веб-сайт схеми «Дім для України» запрацював 14 березня, і протягом першого дня понад 100 000 людей та організацій зареєстрували інтерес до житла біженців.
За перші 15 днів дії схеми надійшло 28 300 заявок. Станом на 30 березня було прийнято 2700 віз, 1000 біженців за схемою прибули до Сполученого Королівства. Станом на 8 квітня було видано 12 500 віз, прибуло 1 200 біженців із 43 600 заяв.

## Структура
Схемою керує Департамент підвищення рівня, житла та громад під керівництвом Майкла Ґоува. Це дає волонтерам можливість розмістити відомих їм біженців. Різні благодійні організації просять громадськість зв'язатися з ними, щоб створити пари між біженцями та спонсорами, які ще не знають один одного. Господарі повинні будуть пройти деякі легкі перевірки, і господар отримуватиме виплати в розмірі 350 фунтів стерлінгів щомісяця протягом до дванадцяти місяців (незалежно від кількості біженців, які підтримуються).
Очікується, що після прибуття біженця до Сполученого Королівства приймаюча особа надасть безкоштовне житло у своєму домі чи в іншому місці протягом щонайменше шести місяців. Вони не зобов'язані забезпечувати витрати на харчування та проживання, але вони можуть зробити це. Біженцям буде дозволено працювати, отримувати державні послуги та державні пільги. Діти-біженці зможуть відвідувати місцеві школи, а онлайн-уроки спеціально розроблені для цієї демографічної групи.